# Berguedà

Comarca Berguedà

Berguedà este o comarcă, din provincia Barcelona în regiunea Catalonia (Spania).

## Enlaces

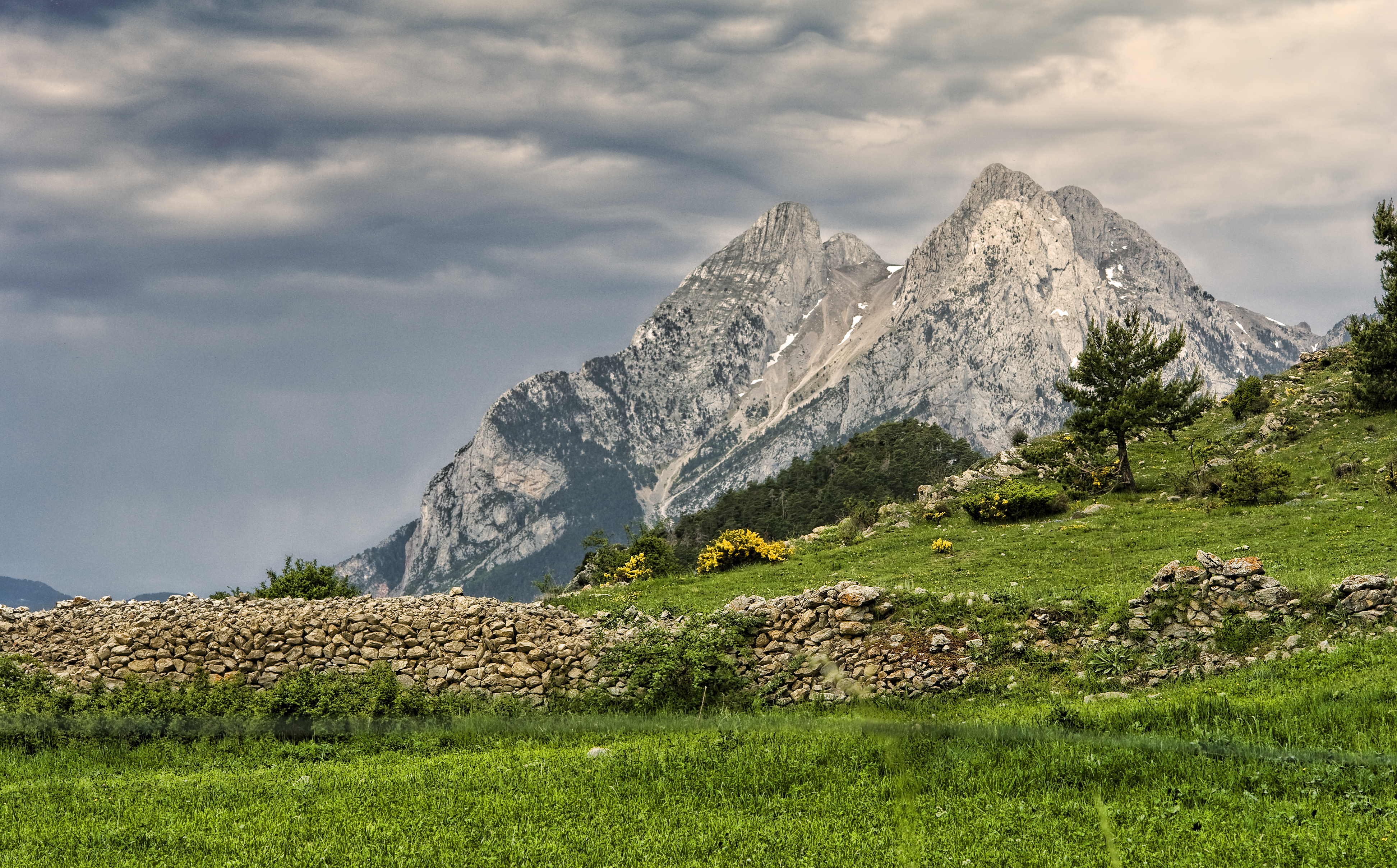
Pedraforca

- catalană {{{1}}} Noticies Bergueda Arhivat în 2 februarie 2011, la Wayback Machine.
- catalană {{{1}}} Centre Informàtic del Bergueda - Web corporativa del Centre Informàtic del Berguedà situat a Berga
- catalană {{{1}}} Bergueda Actual - Diari digital de Noticies del Berguedà Arhivat în 26 august 2012, la Wayback Machine.

1. ↑   http://www.idescat.cat/pub/?id=aec&n=203 Lipsește sau este vid: |title= (ajutor)